# W.A.S.P.
W.A.S.P. er et amerikansk heavy metal-band som blev dannet i 1982. Bandet kom fra musikscenen i 1980'ernes Los Angeles, der også fostrede band som Mötley Crüe, Ratt og Quiet Riot. Bandets berømmelse sikredes gennem deres shock rock-lignende koncerter, tekster og image, hvilket også gjorde dem et yndet mål for Tipper Gores Parents Music Resource Center-organisation.
W.A.S.P. er stadig aktivt i dag og Blackie Lawless er forblevet som det eneste originale medlem. I april 2007 udgav de deres fjortende studiealbum Dominator.

## Biografi

### De tidlige år,W.A.S.P.ogThe Last Command(1982-1986)
Den originale W.A.S.P.-besætning startede i Los Angeles i 1982 og bestod af forsangeren Blackie Lawless, guitaristen Randy Piper, bassisten Rik Fox og trommeslageren Tony Richards. Bandet blev berygtet for sine eksplicit seksuelle og chokerende koncerter, hvor Lawless ofte spændte halvnøgne modeller fast i en torturbænk og smed råt kød ud til publikum. Debutsinglen ved navn "Animal (Fuck Like A Beast)" og dennes cover – en skamkapsel med klingen fra en rundsav – var lige så kontroversiel.
Denne originale besætning holdt ikke længe, da Rik Fox forlod bandet og sluttede sig til Steeler med de på daværende tidspunkt ukendte Ron Keel og Yngwie Malmsteen. I W.A.S.P. blev bassen overtaget af Don Costa, som dog forlod bandet kort tid efter, så Lawless måtte træde ind i stedet. På samme tidspunkt blev guitaristen Chris Holmes medlem af bandet.
W.A.S.P. underskrev kontrakt med Capitol Records, der udgav debutalbummet W.A.S.P den 17. august 1984. Inden udgivelsen havde det været planer om at kalde det Winged Assasins i stedet. Bandets første single, "Animal (Fuck Like A Beast]", blev udeladt på albummet grundet pladeselskabets frygt for, at de store butikskæder ville nægte at sælge albummet – til Lawless' store ærgrelse. Sangene "L.O.V.E. Machine" og "I Wanna Be Somebody" hjalp på albummets salgstal, der bragte debutalbummet op på plads 74 på Billboard 200-listen. I begyndelsen af turneen i 1984-85 forlod Tony Richards bandet og blev erstattet af den tidligere Keel-trommesalger Steve Riley.
Den 9. november 1985 udkom bandets andet album The Last Command, der med en højeste hitlisteplacering som 47 på Billboard-hitlisten stadig er det W.A.S.P.-album, der har opnået den højeste placering. The Last Command indeholder blandt andre sangen "Blind In Texas", der er blevet en af bandets mest kendte sange. Efter den tilhørende turne forlod guitaristen Randy Piper W.A.S.P.. Bassisten Johnny Rod, der tidligere havde været medlem af King Kobra, blev medlem af bandet, hvorfor Lawless vendte tilbage til at spille rytmeguitar.

### Fortsatte kontroverser og Holmes' afsked (1986-1992)
Med den nye besætning indspillede W.A.S.P sit tredje album, Inside the Electric Circus, der blev udgivet 8. november 1986. Bandets fans modtog albummet godt, men kritikerne kaldte det "7. klasse-elevers rock".[kilde mangler] Sange som "Shoot From the Hip" og "95-N.A.S.T.Y." gjorde, at bandet levede op til de rygter, der svirrede om, at bandnavnet skulle stå for "We Are Sexual Perverts" ("Vi er seksuelt perverterede personer"). Men Lawless, der er kendt for at være en hård kritiker af sit eget materiale, kommenterede til genudgivelsen af albummet, at det var "en træt indspilning af et træt band". I sidste ende var det en dårlig anmeldelse af "95-N.A.S.T.Y.", som fik Lawless til at holde en pause og overveje fremtid og kreative retning.
Imens var W.A.S.P. blevet et yndet mål for Parents Music Resource Center, der var en organisation ledet af Tipper Gore med det formål at yde modstand mod musik med tekster, som ansås for at have voldeligt eller overdrevet seksuelt indhold. Dette gav bandet et så dårligt omdømme, at koncertsteder modtog bombetrusler, bandmedlemmer modtog dødstrusler, samt at Blackie Lawless blev skudt efter to gange uden at blive ramt.[kilde mangler] Men interessant nok lod det til, at omtalen i sidste ende førte til et øget pladesalg.
I 1987 var sangen "Scream Until You Like It" med på soundtracket til filmen Ghoulies 2, og samme år blev et par af koncerterne fra Inside the Electric Circus-turneen optaget, og den 27. november 1987 blev koncertoptagelsen fra Long Beach Arena udgivet på livealbummet Live...In the Raw. På dette tidspunkt havde Riley forladt bandet til fordel for L.A. Guns, og hans plads blev midlertidigt overtaget af den lokale trommeslager Chad Nelson.
W.A.S.P.'s femte album, The Headless Children, blev udgivet 15. april 1989 og var bandets første album uden nogen åbenlyst seksuel sang. Det blev samtidig det første af deres albums, der solgte forholdsvis dårligt med en topplacering som 48 på Billboard 200, inden albummet hurtigt faldt ned fra hitlisten. Alligevel blev det W.A.S.P. mest kritikerroste album, og ifølge et nyere interview med Blackie Lawless er det nu det album, der har solgt flest eksemplarer. Albummet blev indspillet med det tidligere Quiet Riot-medlem Frankie Banali på trommestolen, og albummet indeholder to af bandets meget populære sange: powerballaden "Forever Free" og The Who-covernumret "The Real Me".
I august 1989 forlod Chris Holmes bandet med begrundelsen, at han ville "du ved, have det sjovt". Lawless svarede med den skarpe bemærkning, at "nogle vil blive hjemme og gå med forklæde", hvormed han hentydede til Holmes' forhold til sin nye kone, Lita Ford. Bandet opløstes nogle måneder senere, hvorefter Blackie Lawless forsøgte sig med en kortvarig solokarriere. Ifølge Lawless selv, var det meningen, at han skulle spille T-1000 i filmen Terminator 2: Dommedag, men måtte overgive rollen til Robert Patrick, da Arnold Schwarzenegger mente at Lawless var for høj. Lawless fortsatte arbejdet med soloprojektet, men under pres fra både pladeselskab og fans, udgav han det som et W.A.S.P.-album. Ironisk nok mener mange kritikere, at det resulterende konceptalbum, The Crimson Idol, er bandets bedste udgivelse indtil videre.

### Holmes' tilbagevenden og årene efter årtusindskiftet (1995-2005)
Efterfølgeren til The Crimson Idol blev Still Not Black Enough fra 1995, der var en samling af mørke og selvransagende sange, som førte universet fra The Crimson Idol videre. Men i stedet for at tale gennem alter ego'et Jonathan Steele, som han havde gjort på The Crimson Idol, talte Lawless nu direkte til lytteren om sine egne følelser – ligesom han også skrev i kommentarerne til albummet). Selvom albummet manglede forgængerens sammenhængskraft, udforskede teksterne stadig de samme temaer: at være udstødt og et udskud; presset forbundet med berømmelse og samfundet; og den evige søgen efter kærlighed. Still Not Black Enough indeholdte også covernumre som bonusspor. Den første europæiske udgivelse havde en sporliste, den amerikanske version en anden, og den senere amerikanske genudgivelse en helt tredje. Der findes endnu ingen udgave af albummet, der indeholder alle sangene fra de tre udgivelser.
Chris Holmes vendte tilbage til W.A.S.P. i 1996 og sammen udgav de Kill.Fuck.Die i 1997 og Helldorado i 1999. De optog desuden to livealbums fra disse turneer; henholdsvis Double Live Assasins og The Sting. The Sting-CD'en og -DVD'en blev taget direkte fra et webcast, der stadig var på forsøgsstadiet, og Lawless blev vred over udgivelserne, da han mente, at lyd- og billedkvaliteten var for dårlig.[kilde mangler]
Bandet fortsatte med albummet Unholy Terror i 2001. Året efter forlod Chris Holmes igen bandet med begrundelsen at han ville "spille blues"[kilde mangler], og han sluttede sig til Randy Pipers band Animal, men droppede snart ud af det projekt også. Holmes har selv påstået, at han aldrig spillede på Unholy Terror.[kilde mangler]
Dying for the World, udgivet i 2002, blev skrevet og indspillet på mindre end et år, hvilket er hurtigt for den perfektionistiske Lawless. Albummets kommentarer indeholder en af Lawless' stærkeste udtalelser om politisk korrekthed inspireret af terrorangrebet d. 11 september 2001.
I april 2004 udgav W.A.S.P. første del, med undertitlen The Rise, af konceptalbummet The Neon God, der handler om en misbrugt og forældreløs dreng, som finder ud af, at han kan læse og manipulere folk. Anden del af albummet, The Demise, blev udgivet i september 2004.
I 2005 var W.A.S.P. hovednavn ved American Metal Blast. Det var planlagt, at fetisch-fotografen Ward Boult skulle instruere en musikvideo til nummeret "Never Say Die", men det vides stadig ikke, om de planlagte optagelser endte i noget konkret. Hvis videoen var blevet produceret, ville det have været den første W.A.S.P.-musikvideo siden "Black Forever" fra 1995 – 10 år tidligere.

### Bandet smuldrer og W.A.S.P. i dag (2006-nu)
I begyndelsen af 2006 begyndte den tilsyneladende stabile besætning af W.A.S.P. at smuldre. Trommeslageren Stet Howles, der længe have spillet på både bandets albums og turneer var den første der (fredeligt) forlod, og han lovede, at mere information omkring de nærmere omstændigheder ville blive offentliggjort på hans hjemmeside. Overvejelser blev gjort om, at Vicious Rumors-medlemmet Larry Howe skulle erstatte Howles. I maj annonceredes afskeden med guitaristen Darrel Roberts, som sluttede sig til Five Finger Death Punch, og den nye guitarist Mark Zavon blev taget ind flere dage før turnestarten. Den samme pressemeddelelse slog fast, at trommerne skulle overtages af Mike Dupke og ikke Howe. Desuden blev Zavon erstattet af Doug Blair to dage senere.
Et nyt album, Dominator, blev ifølge Lawless udtalelser til en koncert i Kavarna planlagt til udgivelse i oktober 2006[kilde mangler], og bandet spillede herefter en sang ved navn "Mercy" fra det nye album. Nogle uger senere blev udgivelsen udskudt til april 2007, da bandet indspillede to nye sange, som skulle erstatte to covernumre, der i stedet blev udgivet som bonusnumre. De endelige udgivelsesdatoer for Dominator blev den 16. april i Storbritannien, 20. april i Skandinavien og 27. april i resten af Europa. Albummet blev udgivet i Sydamerika og Rusland i begyndelsen af maj.
W.A.S.P. aflyste deres turne i Nordamerika, da pladeselskabet havde mistet sin distributør.[kilde mangler] De ville færdiggøre turneen i Europa og derefter omlægge programmet of USA. De blev dog forhindret i at gennemføre turneen på grund af "sygdom i familien, der krævede omgående opmærksomhed", hvorfor bandet blev tvunget til at tage tilbage til Los Angeles. Det var planen at W.A.S.P. skulle have spillet på Rocklahoma, men efter aflysningen blev Queensrÿche sat på programmet i stedet.
I slutningen af 2009 udgav W.A.S.P. albummet Babylon gennem Demolition Records.
I et nyere interview har Blackie Lawless sagt, at han aldrig ville spille "Animal (Fuck Like A Beast)" igen på grund af hans religiøse overbevisning. Det er angiveligt dette, der også har medført, at Lawless selv censurerede sine tekster på bandets "Babylon World Tour", mest synligt på sangen "Chainsaw Charlie (Murders in the New Morgue)".[kilde mangler]
På "The Beast of Babylon"-turneen aflyste W.A.S.P. to koncerter indenfor en uge. Den første aflyste koncert skulle have fundet sted på Gramercy Theater i New York City, og den blev aflyst, da bandet fandt ud af, at spillestedet havde solgt VIP-billetter med såkaldt "meet and greet" til den dobbelte pris af almindelige billetter. Bandet udtalte: "Vi har aldrig krævet penge for at give en fan en autograf og vi vil aldrig kræve penge fra nogen fan for en autograf." Den anden aflysning, skete da spillestedet Crocodile Rock i Allentown efter sigende ville have 50% af bandets overskud.

## Medlemmer

### Nuværende medlemmer
- Blackie Lawless – Vokal, guitar (har spillet bas, trommer og keyboard på forskellige albums)
- Doug Blair – Guitar, bagvokal
- Mike Duda – Bas, bagvokal
- Mike Dupke – Trommer

### Tidligere medlemmer
- Glenn Soderling – Trommer
- Stet Howland – Trommer
- Tony Richards – Trommer
- Johnny Rod – Bas
- Frankie Banali – Trommer og perkussion
- Chris Holmes – Guitar
- Randy Piper – Guitar
- Steve Riley – Trommer
- Darrell Roberts – Guitar
- Don Costa – Bas
- Rik Fox – Bas

### Gæstemedlemmer
- Valentina – Vokal på Unholy Terror
- Bob Kulick – Leadguitar (1989-1995) (liveoptrædener og gæst på The Crimson Idol og Still Not Black Enough)
- Roy Z – Ekstra leadguitar på Unholy Terror
- Mark Josephson – Violin på Still Not Black Enough
- Lita Ford – Leadguitar på sangen "Sunset And Babylon"
- Ken Hensley – Keyboard på The Headless Children
- Philip Wolfe – Keyboard
- Patrick Johansson – Trommer liv (2006)

## Diskografi

### Studiealbums
- Face the Attack (1982, selvudgivet demobånd)
- W.A.S.P. (17. august, 1984)
- The Last Command (9. november, 1985)
- Inside the Electric Circus (8. november, 1986)
- The Headless Children (15. april, 1989)
- The Crimson Idol (8. juni, 1992)
- Still Not Black Enough (1995)
- Kill Fuck Die (1997)
- Helldorado (1999)
- Unholy Terror (2001)
- Dying for the World (2002)
- The Neon God: Part 1 - The Rise (2004)
- The Neon God: Part 2- The Demise (2004)
- Dominator (2007)
- Babylon (2009)
- Golgotha (2015)
- ReIdolized (The Soundtrack to the Crimson Idol) (2018)

### Livealbums
- Live...In the Raw (27. november, 1987)
- Double Live Assassins (1998)
- The Sting (2000)
- Live...Animal (EP) (27. november, 1987)
- The Sting: Live at the Key Club L.A. (2000)

### Opsamlingsalbums
- First Blood Last Cuts (1993)
- The Best of the Best: 1984-2000, Vol. 1 (2000)
- The Best of the Best (2007)

### Videoer
- Live at the Lyceum (1995)
- The Sting: Live at the Key Club L.A. (2002)
- In the Raw